# الشرية (بني ضبيان)

تعديل مصدري - تعديل

الشرية هي إحدى قرى عزلة بني ضبيان بمديرية بني ضبيان التابعة لمحافظة صنعاء، بلغ تعداد سكانها 43 نسمة حسب تعداد اليمن لعام 2004.